# روییشنیک
روییشنیک (به صربی: Rujišnik) یک منطقهٔ مسکونی در صربستان است که در Trstenik واقع شده‌است. روییشنیک ۵۵۹ نفر جمعیت دارد.